# Tipula (Schummelia) pagastiana
Tipula (Schummelia) pagastiana is een tweevleugelige uit de familie langpootmuggen (Tipulidae). De soort komt voor in het Oriëntaals gebied.